# Япома (стадіон)
Стадіон Япома (англ. Japoma Stadium, фр. Stade Japoma) або Мультиспортивний стадіон Дуали (англ. Stadium omnisport of Douala, фр. Stade omnisport de Douala) — багатофункціональний стадіон, який знаходиться в районі Япома міста Дуала, Камерун.
Місткість стадіону 50 000 місць. Стадіон має баскетбольні майданчики, гандбольні волейбольні та тенісні корти, олімпійський басейн на 8 доріжок, конференц-центри, комерційні центри, чотиризірковий готель та парковку. Стадіон в основному використовуватиметься для проведення футбольних матчів, але на ньому також розташована спортивна доріжка .

## Історія
Будівництво стадіону розпочалося 21 лютого 2017 року. Як стверджували деякі ЗМІ, стадіон буде побудований протягом 20 місяців. Генеральний план стадіону розробила британська команда AECOM. Управління роботами було доручено компанії Leonardo Cameroun Sarl. 11 вересня 2019 року компанія Yenigün Construction Industry повідомила, що стадіон, як очікується, буде завершено 30 листопада 2019 року .
Стадіон було відкрито 30 листопада 2019 року. На будівництво стадіону пішло близько 143 мільйонів доларів США . Будівництво стадіону фінансував турецький експортно-кредитний банк Türk Eximbank .
На стадіоні відбулись деякі матчі Кубка африканських націй 2021 року.